# Lappida harderi
Lappida harderi är en insektsart som beskrevs av Schmidt 1931. Lappida harderi ingår i släktet Lappida och familjen Dictyopharidae. Inga underarter finns listade i Catalogue of Life.